# Kościół św. Fabiana, św. Rocha, św. Sebastiana w Krotoszynie
Kościół Świętego Fabiana, Świętego Rocha, Świętego Sebastiana w Krotoszynie – kościół rzymskokatolicki w mieście Krotoszyn, w województwie wielkopolskim. Należy do dekanatu Krotoszyn diecezji kaliskiej. Jest kościołem filialnym w parafii św. Jana Chrzciciela w Krotoszynie.

## Historia, architektura i wyposażenie

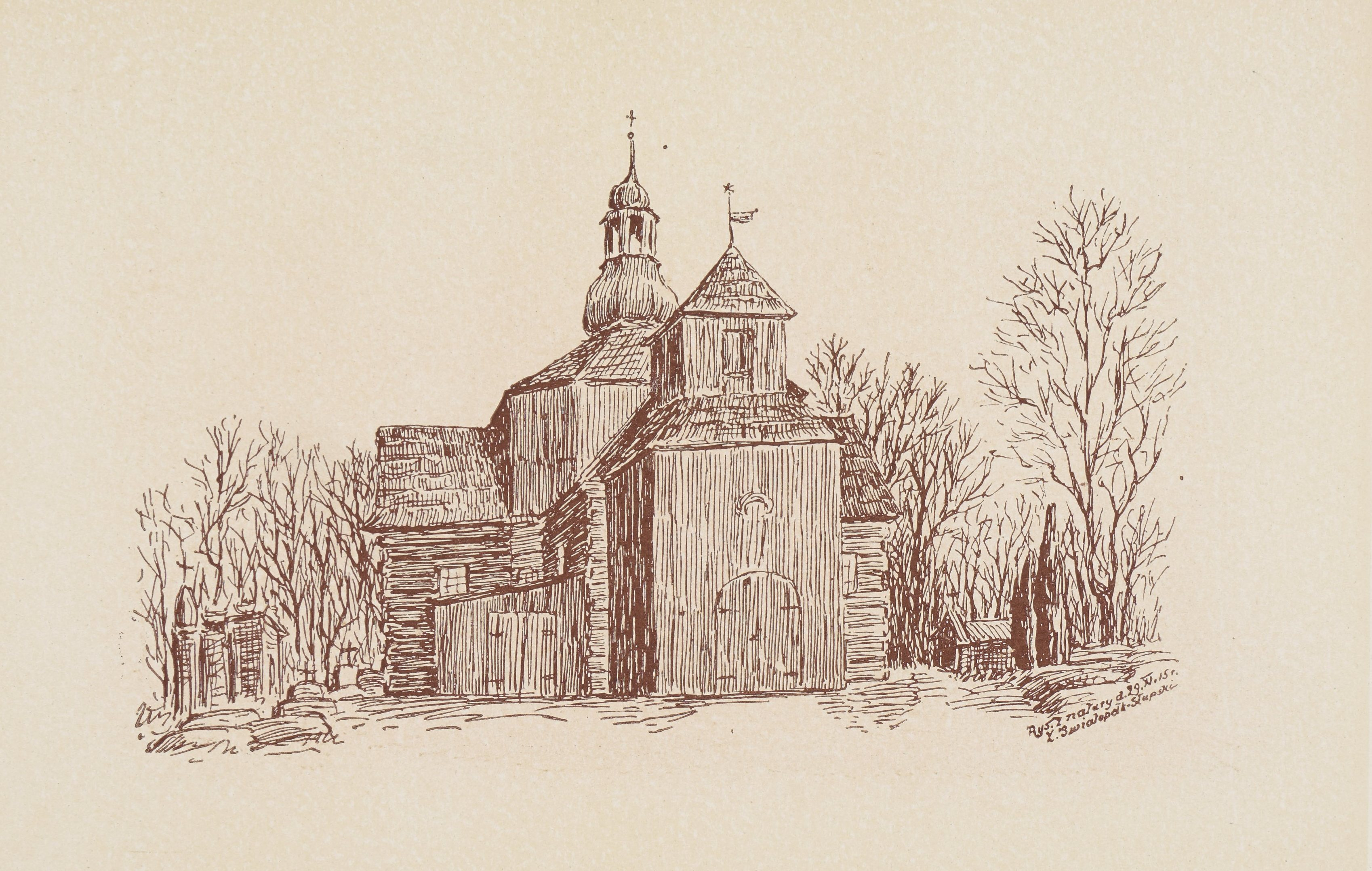
Widok kościoła przed 1917

Jest to świątynia drewniana wybudowana na planie krzyża greckiego, posiadająca kopułę gontową, restaurowana w latach 1813 i 1958. Jest podobna do cerkwi. Pełniła funkcję kościoła szpitalnego. Wewnątrz jest umieszczony cenny obraz św. Sebastiana i św. Fabiana. W 2008 roku świątynia stała się kościołem patronalnym Kurkowych Bractw Strzeleckich w diecezji kaliskiej.